# Anthony Dowell
Sir Anthony James Dowell (* 16. Februar 1943 in London) ist ein britischer Ballett-Tänzer und Choreograf.
Anthony Dowell wurde an der Hampshire School und der Royal Ballet School ausgebildet. 1961 wurde er Mitglied des Royal Ballet. Zwei Jahre später wurde er von Frederick Ashton, dem damaligen Leiter des Royal Ballet, für die Rolle des Oberon in der Produktion The Dream ausgewählt. Es war die erste Zusammenarbeit mit Antoinette Sibley, die die Titania tanzte. Sie waren eines der herausragendsten Paare der Ballettgeschichte.
Er wurde durch seine Kombination von hervorragender Technik und Ausdruck schnell einem größeren Publikum bekannt. Unter anderem tanzte er den Albrecht in Giselle und Prinz Siegfried in Schwanensee.
1966 wurde er zum „Principal Dancer“ des Royal Ballet ernannt und gilt als einer der herausragendsten Tänzer des 20. Jahrhunderts.
1972 wurde er als Commander in den Order of the British Empire (CBE) aufgenommen. Er war der jüngste Tänzer, dem diese Ehre je zuteilwurde.
Am 21. November 1995 wurde er zum Knight Bachelor geschlagen und trägt seither den Titel „Sir“.
Von 1986 bis 2000 übernahm er die Leitung des Royal Ballet.